# Pteromonnina leptostachya
Pteromonnina leptostachya är en jungfrulinsväxtart som först beskrevs av George Bentham, och fick sitt nu gällande namn av B. Eriksen. Pteromonnina leptostachya ingår i släktet Pteromonnina och familjen jungfrulinsväxter. Inga underarter finns listade i Catalogue of Life.